# Saint-Maurice-de-Rotherens
Saint-Maurice-de-Rotherens foi uma comuna francesa na região administrativa de Auvérnia-Ródano-Alpes, no departamento de Saboia. Estendia-se por uma área de 8,17 km². Em 2010 a comuna tinha 217 habitantes (densidade: 26,6 hab./km²).
Em 1 de janeiro de 2019, foi incorporada à nova comuna de Saint-Genix-les-Villages.